# Les Secrets de Blake Holsey
Les Secrets de Blake Holsey (Strange Days at Blake Holsey High) est une série télévisée canadienne de science-fiction en 42 épisodes de 25 minutes créée par Jim Rapsas, diffusée du 5 octobre 2002 au 28 janvier 2006 dans le bloc de programmes Discovery Kids on NBC (en) et en simultané sur le réseau Global,. Les trois derniers épisodes, qui composent la quatrième saison, ont été diffusés la même journée dans le format d'un film de 90 minutes.
L’histoire se déroule dans le pensionnat fictif de Blake Holsey, où cinq étudiants et un professeur réunis dans un club de science vont tenter de résoudre les phénomènes étranges survenant dans leur école, qui sont pour la plupart liés à un trou de ver situé au sol.
La série est un savant mélange de mystère, de drame, de romance et de comédie. En effet, l’écriture de la série se construit autour de principes scientifiques, soulève les difficultés scolaires et émotionnelles des étudiants et introduit par là même aux mystères d’une nature pour le moins surnaturelle. Elle a été filmée à Auchmar Estate, Hamilton Escarpment à Hamilton (Ontario).
Au fil des quatre saisons, la série va connaître un succès tel qu’elle sera vendue et diffusée sur des chaînes télévisées du monde entier. En plus de sa popularité auprès des plus jeunes, la série a suscité l’intérêt des adultes qui y voient un divertissement familial.
Au Québec, elle a été diffusée à partir du 30 août 2003 sur Vrak.TV, et en France sur Disney Channel et Gulli.

## Synopsis
La série raconte l’histoire d’un groupe d’amis, au nombre de cinq, et de leur professeur qui forment un club de science au lycée Blake Holsey, un pensionnat situé en Ontario du sud, où des choses singulières se produisent. Le club va tenter de découvrir ce qui se passe. Ils vont vite découvrir qu’un trou de ver, une balle flottante (Qigong) et que le laboratoire Pearadyne – un laboratoire détruit il y a plusieurs années non loin de l’école – y sont pour quelque chose.

## Distribution
- Emma Taylor-Isherwood (VFB : Alice Ley) : Josie Trent
- Shadia Simmons : Corrine Baxter
- Michael Seater : Lucas Randall
- Noah Reid (en) : Marshall Wheeler
- Robert Clark (en) : Vaughn Pearson
- Jeff Douglas : Professeur Noel Zachary
- Valerie Boyle : Principal Amanda Durst
- Lawrence Bayne (de) : Victor Pearson
- Tony Munch : Le gardien

## Personnages principaux et autres personnages
- Josie Trent (Emma Taylor-Isherwood): le personnage clé de l’histoire. C'est elle que l'on entend lors du générique. Elle a été transférée au lycée de Blake Holsey au début de la série et c’est elle qui découvre le trou de ver en premier. Elle est intelligente, curieuse, forte d’esprit et par-dessus tout, celle qui veut le plus percer les secrets de Blake Holsey. D’après les dires de Corrine, elle a « le béguin pour Vaughn » mais leur relation est houleuse du fait d’un manque de confiance entre eux.
- Corrine Baxter (Shadia Simmons) : la meilleure amie et la colocataire (de chambre) de Josie. Corrine est « l’intello » du groupe de science avec un QI de 172. Contrairement à Josie, plutôt bordélique et rebelle, Corinne est soignée et distinguée. Son intelligence se porte plus sur les études, de ce fait, elle manque d’ingéniosité lorsqu’il s’agit de trouver des idées en dehors de ce cadre et présente une attitude rigide envers les aspects sociaux de sa vie, ce qui inclut son béguin – réciproque – pour Marshall.
- Lucas Randall (Michael Seater) : Lucas est à l’origine de théories de conspiration : il est convaincu que les aliens existent et parvient toujours à établir des théories non-orthodoxes qui sauvent la journée. Il est le plus passionné des membres du club de science pour découvrir les secrets de son école et l’intention de Victor Pearson et laboratoires Pearadyne (Pearadyne Labs), du fait qu’il développe un intérêt pour Josie et qu’il voit une menace en Vaughn. Il deviendra, finalement, ami avec Vaughn et détourne son regard vers le clone de Josie.
- Marshall Wheeler (Noah Reid) : le meilleur ami de Lucas et son colocataire. Il est plus social et boute-en-train que Lucas et l’aide à être plus pragmatique, à sa façon. Alors qu’il est intelligent et qu'il se consacre au club de science, ses intérêts sont souvent portés sur l’entrepreneuriat et son groupe de musique (Magnet 360), formé avec d’autres étudiants de Blake Holsey. Toutefois, Marshall connaît des difficultés à exprimer ses sentiments envers Corrine.
- Vaughn Pearson (Robert Clark) : Vaughn est le cinquième étudiant du club de science. Vaughn est intelligent mais il a du mal à avancer sur le plan scolaire à cause de sa dyslexie. Vaughn apparaît, aux premiers abords, comme un faiseur de trouble particulièrement sot qui ne cesse de chercher des noises au club de science mais au fur et à mesure, il accepte de devenir leur ami. Son père est Victor Pearson, le propriétaire et fondateur de Pearadyne Industries. Vaughn vit avec son père à proximité de l’école, mais cela ne dure pas puisque Vaughn finira par vivre seul à l’internat du pensionnat. Josie et lui ont une attraction mutuelle mais n’arrivent pas à se faire confiance.
- Professeur Noel Zachary (Jeff Douglas) : Professeur Zachary ou « Z » est le professeur qui préside le club de science. Tout comme Josie, il est très curieux et veut absolument élucider les mystères de l’école. Il a pu devenir professeur des écoles grâce à une bourse versée par Pearadyne Industries et il est le seul adulte en qui les autres étudiants peuvent avoir confiance.
- Proviseur Amanda Durst (Valerie Boyle) : il s’agit de la proviseure. Elle s’avère être, le plus souvent, assez désagréable. Elle est en désaccord avec l’attitude laxiste du professeur Zachary. Ancienne professeur de science, elle a eu l’occasion de collaborer avec Victor Pearson dans la réalisation de ses divers plans.
- Victor Pearson (Lawrence Bayne) : bienfaiteur de l’école mais antagoniste constant du club de science et des investigations menées par ses membres. Il est cachotier et impitoyable. Josie et Lucas n’ont pas confiance en Victor, ce qui agit sur Vaughn, en perpétuel déséquilibre face à cette situation. Bien que Victor apparaisse comme le méchant de la série, il s’avère être un homme convenable, voire « bon » qui a contribué à la restauration de Pearadyne et qui a tenté de secourir sa femme, égarée dans l’espace-temps.
- Le concierge (Tony Munch) : il s’agit d’un personnage énigmatique qui à l’air de comprendre les mystères autour du lycée mais qui en dit très peu sur ce qu’il sait réellement. Lors du dernier épisode, le clone de Josie dit à Josie que le concierge est un observateur d’observateur, autrement dit, il viendrait du futur pour s’assurer que le passé (considéré comme le présent pour les personnages de la série) se déroule comme prévu.

## Liste des épisodes
| Saisons | Saisons | Épisodes | Diffusion                            |
| ------- | ------- | -------- | ------------------------------------ |
|         | 1       | 13       | 5 octobre 2002 – 1er mars 2003       |
|         | 2       | 13       | 13 septembre 2003 – 1er janvier 2004 |
|         | 3       | 13       | 4 septembre 2004 – 26 mars 2005      |
|         | 4       | 3        | 26 janvier 2006                      |

## Historique
La série a d’abord été diffusée au Canada sur le réseau Global et VRAK.TV au Québec. Tandis qu’aux États-Unis, la série a été diffusée dans le bloc Discovery Kids sur NBC. À la fin du mois de mars 2003, environ 6 mois après que la série ait débuté en Amérique du Nord, la série a été vendue à plusieurs marchés internationaux lors du MipTV qui s’est tenu à Cannes, en France. La série aura été diffusée dans plusieurs pays d’Europe et d’Amérique Latine – Angleterre France / Argentine, Mexique, Brésil, Chili et Panama – et Fox Kids Europe a conclu un contrat avec Disney Channel, ce qui lui permettait de diffuser la série dans des pays comme l’Australie, la Nouvelle-Zélande et l’Asie.
La série a été nommée à plusieurs reprises mais n’a jamais gagné de prix.

## Séries liées
Même s’il ne s’agit pas d’un spin-off, la série a d'importantes connexions avec d’autres séries pour adolescents.
- Aux frontières de l'étrange – qui est une série Disney – traite des phénomènes paranormaux. Henry Winkler a travaillé pour les deux séries télévisées. En Amérique latine, ces deux séries ont été diffusées d’abord sur Fox Kids, puis sur Jetix.
- Plusieurs adultes de la distribution apparaissent également dans la série Jett Jackson.
- The Zack Files, une autre série qui relate l’histoire d’un jeune qui doit affronter des évènements paranormaux.
- Michael Seater (Lucas), Shadia Simmons (Corrine), Robert Clark (Vaughn) et John Ralston (Avenir) se sont par la suite retrouvés dans la série Derek. Seater est personnage éponyme ; Simmons joue dans le rôle d’Emily Davis, une amie de la demi-sœur de Derek − Casey MacDonald ; Ralston est dans la peau de George Venturi, père de Derek. Robert fait une simple apparence dans la série en tant que Patrick. Cette série est également produite au Canada.